# Ryōya Ogawa
Ryōya Ogawa (jap. 小川 諒也 Ogawa Ryōya; ur. 24 listopada 1996) – japoński piłkarz występujący na pozycji obrońcy. Obecnie występuje w FC Tokyo.

## Kariera klubowa
Od 2015 roku występował w klubie FC Tokyo.